# Stanley Lebar
Stanley L. „Stan“ Lebar (* 29. Juli 1925 in Richmond, Virginia; † 23. Dezember 2009 in Baltimore, Maryland) war ein US-amerikanischer Ingenieur, der die Fernsehkamera der Apollo-Mondmissionen konstruierte.
Während des Zweiten Weltkriegs diente Stanley Lebar als Schütze in B-24-Bombern, danach studierte er bis 1950 Elektrotechnik an der University of Missouri. Im Jahr 1953 trat er bei Westinghouse Electric Corporation in Baltimore ein. 
1964 bekam Westinghouse von der NASA den Auftrag, eine Fernsehkamera zu entwickeln, die die extremen Mondtemperaturen aushält und anstatt den damaligen 400 Pfund nur 7 Pfund wiegen sollte. Lebar war nach fünf Jahren Leiter eines Teams von 75 Ingenieuren und Technikern und mehr als 300 Herstellern. Diese Schwarzweiß-Kamera übertrug bei der Fernsehübertragung der Mondlandung 1969 schließlich die ersten Schritte von Neil Armstrong auf dem Mond.
Später entwickelte Lebar auch eine Farbfernsehkamera für das Apollo-Programm sowie die Kameras für die Raumstation Skylab.
Für die erfolgreiche Entwicklung dieser Kamera und die Farbfernseh-Übertragungen des Apollo-Programms erhielt die Firma Westinghouse 1970 einen Emmy in der Technik-Kategorie, den Lebar entgegennahm.
Lebar starb im Alter von 84 Jahren an Komplikationen nach einer Operation.